# Ноћна сова (особа)
Ноћна сова, ноћна особа или једноставно сова, особа је која има тенденцију да остаје будна до касно у ноћ или раних јутарњих сати. Ноћне сове које несвојевољно не могу заспати неколико сати након времена уобичајеног за почетак сна, могуће је да имају поремећај одгођене фазе сна.
Ове особе најактивније су у касно поподне или прије вечери и типично имају преференцију да се наспавају добро након поноћи и устану у раздобљу од касног јутра до раног поподнева. Овакав одабир, такође познат као вечерњост, обично је волунтаран (лична одлука). Знакови поремећаја спавања су неволунтарно одржавање ове навике, што изазива проблеме при падању у сан или остајању будним те осјећај умора или исцрпљености у средини доба дана. Већина поремећаја спавања (нпр. апнеа сна) третабилна је уз мање промјене начина живљења.
Супротно од ноћне сове је особа коју карактерише јутарњост; позната је као раноранилац, јутарња особа, нестрпљиви дабар или чешће рана шева, само шева или једноставније рана птица.
Двије поменуте преференције претпоставља се да имају специјалне биолошке, генетске, психосоцијалне и контекстуалне компоненте и истраживачима и другима који истражују појаву спавања су предмет проучавања. Проучавање индивидуалних разлика у диурналним и ноктурналним преференцијама, шаблон сан—будност који вриједи за параметар (не)активност као и опрезност у јутро и у вече предмет је којим се проучавају хронотипи. Прецизније, А-особе су ране птице, а Б-особе ноћне птице од. ноћне сове.
Супротно од ноћне сове је рана птица — шева као супротност сови — што је неко ко има тенденцију да почиње са спавањем у вријеме које се сматра раним и такође се буди рано. Истраживачи користе термине (на енглеском језику) morningness (досл. јутарњост) и eveningness (досл. вечерњост) за два хронотипа у понашању животиња: редом, диурналност и ноктурналност. У неколико земаља, а посебно у области Скандинавија, ране птице називају се А-особама, док су ноћне сове Б-особе.

## Историја
Иако је остајање будним након падања ноћи било сматрано негативном особином, ово се промијенило у Европи 17. и 18. вијека (и потом и другдје у свијету) захваљујући развоју и увођењу умјетног освјетљења те прихватању у краљевским и вишим друштвеним класама. Чоколада, кафа и чај увече, као и кафићи који раде докасно, постали су дио нове културе.
Остајање будним након мрака до дубље вечери сматрано је абнормалним, сумњивим или чак злонамјерним у раном почетку постојања човјечанства, што је почело да се мијења у 17. и 18. вијеку развојем и примјеном умјетног освјетљења: чисто, свијетло, бијело свјетло илуминира мрачни простор и оставља више сати за дан када се активно. У 21. вијеку већина градова ’свијетли’ нон-стоп и јасно је видљива. Свјетлосна полуција (загађење) и ефекти поменутога на људе заправо су постали еколошки проблеми (питања). Први пут доступни аристократама и вишој средњој класи, шећер и кофеин у форми кафе били су уведени, као и чоколада и кафићи с дугим радним временом — што је подстакло позитиван тренд ноћног живота и релаксирајући рад те путовања по мраку као дио културе 21. вијека.

### Етимологија
Термин се изводи према ноктурналним навикама сова. Већина сова спава током дана и лови храну ноћу.

## Карактеристике
Обично, људи који су ноћне сове остају будни и послије поноћи; екстремне ноћне сове могу остати будне све до прије или чак након зоре.
Неке ноћне сове имају навику да остају буднима докасно или да су будни ради посла у ноћној смјени. Ноћне сове које раде дневну смјену често имају потешкоће при прилагођавању стандардном радном времену по дану.
Ноћне сове често су сматране кривима за нетачност и/или проблематична становишта. Послодавци, међутим, почели су да уче како повећати продуктивност тако што испоштују сат тијела од. вријеме које перципира тијело флексибилним радним временом, док данско „Б-друштво/удружење” ноћних сова и амерички „Покрет ’Почнимо са школом касније’” (енгл. Start School Later movement) — лобирају активно за већу флексибилност трајања рада школа и времена за посао (у постагрикултурном свијету).
Неким истраживањима откривено је да су ноћне сове интелигентније и креативније те с већом шансом за високоплаћене послове него шеве или јутарње особе. Студија међу 1000 адолесцената коју је провео Универзитет у Мадриду открива да ноћне сове на тестовима индуктивног размишљања (којима се мјери интелигентност) постигну боље резултате него ранораниоци. Како год, они заостају иза шева у академском перформансу и имају тенденцију ка навици нездраве исхране и вишој стопи пушења, коришћења алкохола, дрогирања и др.
Неке ноћне сове с великом потешкоћом да имају нормално вријеме за спавање и буђење могуће је да имају поремећај одгођене фазе сна. Терапија јутарњим свјетлом може бити од помоћи за замјену ритма активност—сан ноћних сова.

## Психологија
Понашање будности ноћу више је присутно код мушкараца него код жена. Ноћне сове прије ће бити самци него у дуготрајним везама.

## Фактори
Тенденција да неко буде ноћна сова постоји као спектар, у којем је већина људи типична, неки имају малу или умјерену тенденцију да буду ноћне сове, а неколицина има екстремну тенденцију да буду ноћне сове. Тенденција самог појединца може да се мијења временом и под утицајем је више фактора, укључујући:
- генетску предиспозицију, која може бити узрок да се тенденција јавља у породици;
- доб особе, при чему су тинејџери и омладина више него мања дјеца или стари људи с тенденцијом да буду ноћне сове;
- окружење у којем особа живи, осим ритмова промјене освијетљености којој се изложено током промјена годишњих доба као и током животног циклуса — нпр. трошење дана у затвореном или употреба електричног свјетла увече.[15]

Генетска композиција циркадијског тајминг система преумањује разлику између раног и касног хронотипа од. раних птица и ноћних сова. Иако је сугерисано да циркадијски ритмови могу да се мијењају временом, укључујући драматичне промјене када се јутарње шеве претварају у ноћне сове — или обрнуто, докази за породичне узорке раног или касног буђења наизглед су контрадикција овоме и индивидуалне промјене су вјероватно у мањој мјери. Циркадијски ритам аустронаута се промијени са 24 на 24,6.

## Учесталост
Анкета преко 55.000 људи из 2007. открива да хронотипи имају тенденцију да прате нормалну дистрибуцију.

## Опције каријере
Ноћне сове имају тежњу да трагају за каријерама које не захтијевају рад у рано јутро. Људи који желе да раде увече често се упосле у ресторане, хотеле, дворане за забаве (нпр. концерт), велепродајне ланце, болнице, логистику, ваздухопловне луке, касиное а неки су и одређених занимања којима се бави личном његом. Ноћне сове које раде ноћну смјену могу се наћи као радници служби за хитне случајеве, у транспорту или одјељењима која раде нон-стоп као што су болнице и нека производна постројења.
Многи бизниси који оперирају увече или у ноћи захтијевају раднике на свим нивоима, од нивоа полазних запосленика до менаџера и висококвалификованог особља, кад год су активни као бизнис. Примјер су болнице које запошљавају много врста радника за дуготрајни рад:
- не-медицинско особље попут чувара, ИТ стручњака, радника на чишћењу и одржавању, возача, кувара и сервисера, евидентора;
- медицинско особље као што су сестре, болничари, радиографи, фармацеути, флеботомисти [], анестезиолози;
- менаџери за поједина одјељења или активности болнице, укључујући супервизоре, домаре и главне сестре.

Индустрије које су по себи мање погодне за ноћне сове укључују пољопривреду, архитектуру, едукацију и рад с јавним добрима. Многи запослени ту почну радити прије 7.00 сати ујутро.

## Значајне особе поименично
Неке познате ноћне сове су:
- Чарлс Буковски[23]
- Фидел Кастро[24]
- Мајкл Шејбон[25]
- Винстон Черчил[26]
- Боб Дилан[25]
- Гистав Флобер[25]
- Глен Гулд[25]
- Самјуел Џонсон[25]
- Карл Јунг[23][тражи се бољи извор]
- Франц Кафка[25]
- Фран Либовиц[27]
- Х. П. Лавкрафт[28]
- Мерилин Менсон[29]
- Мао Цедунг[30]
- Френк Мајер[31]
- Барак Обама[32]
- Принс[33]
- Марсел Пруст[25]
- Жорж Санд[25]
- Јосиф Стаљин[34][није у датом извору]
- Хантер С. Томпсон[35]
- Џ. Р. Р. Толкин[36]
- Анри де Тулуз-Лотрек[25]
- Џон Траволта[37]
- Линус Торвалдс[25]
- Френк Запа[38]
- Ван Клајберн[39]

## У популарној култури
- У Природној историји, Плиније Старији изјављује синтагму Vita vigila est, „бити жив значи бити будан”, што је војна метафора када се мора остати на опрезу ноћу.[40]
- За Роберта Луиса Стивенсона: „Постоји романса о свим онима који су у иностранству радећи црне сате.”[41]
- У дјелу Truth or Dare Џејн Ен Кренц пише: „Аркадија и Хари били су обоје створења ноћи. Успјели су да се појаве чудно са стилом у пола два по ноћи.”[42]
- Британска ауторка Хилари Рубинстајн пише: „Благословљене су сове, због тога што они преузимају мистерију и магију ноћи.”[43]
- У пјесми The Night Owls Литл Ривер бенда су стихови: „Буди јак, нађи срце ноћне сове у паду [Be strong, find the heart of a night owl falling] / Остани будан до зоре док ноћ не прође [Stay up till dawn until the night is gone]”[44]

### Цитирана библиографија
- Rubinstein, Hilary (1974). The Complete Insomniac. London.
- Klein, Stefan (2008). Time. Penguin Adult. ISBN 978-0-14-103463-8.